# Forever (série de televisão)
Forever é  uma série de televisão estadunidense que girou em torno de Henry Morgan, um médico legista em busca de uma solução para um mistério que lhe atormenta por mais de 200 anos, sua imortalidade.
A série foi transmitida pela ABC nas noites de terça-feira desde 22 de setembro de 2014.
Em 7 de novembro de 2014, a ABC fez um primeiro episódio para a primeira temporada. Em 7 de maio de 2015,a  ABC cancelou a série após uma temporada.

## Sinopse
Dr. Henry Morgan  é um médico legista de Nova York, que estuda os mortos para casos criminais, e para resolver o mistério da sua imortalidade. Henry teve a sua "primeira morte" há 200 anos, enquanto trabalhava como médico no comércio de escravos africanos, ao morrer, ele desaparece quase que imediatamente, retornando à vida nu em um rio, mantendo também sua aparência de 35 anos. Sua longa vida deu-lhe amplo conhecimento e habilidades de observação notáveis que impressionam a maioria das pessoas que encontra, incluindo a detetive Jo Martinez. Flashbacks aparecem constantemente retratando acontecimentos de outras vidas de Morgan. Os únicos que sabem o segredo de Henry são Adam, um assassino que persegue Henry e alega ter a mesma "maldição" por mais de 2000 anos, e Abe, que foi adotado por Henry e sua esposa, Abgail, quando o encontraram recém-nascido em um campo de concentração nazista durante a Segunda Guerra Mundial.

## Elenco e Características

### Elenco Principal
- Ioan Gruffudd como o Dr. Henry Morgan, nascido 19 de setembro, 1779, é um médico legista que estuda os mortos para casos penais e também para resolver o mistério de sua própria imortalidade. Henry teve sua primeira morte em 07 de abril de 1814 , enquanto trabalhava como médico no comércio escravo africano. Suas repetidas mortes lhe deram um grande conhecimento médico, bem como sua condição dando-lhe vantagens como a capacidade de identificar um veneno com base em como o matou. Sua longa vida permitiu-lhe adquirir amplo conhecimento sobre a natureza humana. Ele foi casado, pelo menos duas vezes; sua primeira esposa, com quem se casou antes de se tornar imortal, tinha-lhe internado em um manicômio, pois sua história de imortalidade mostrou que ele tinha enlouquecido; sua segunda esposa, Abigail, morreu em algum momento entre os anos 1980.Na década de 1880, Henry fez parte de uma investigação sobre Jack Estripador em Londres. Na década de 1940, ele lutou na Segunda Guerra Mundial. Abandonou a carreira original como um médico em 8 de outubro de 1956 depois que ele e um açougueiro foram baleados por um gangster e Henry escolheu se esconder e guardar seu segredo, quando ele poderia ter ficado para tentar salvar o outro homem, sentiu que não podia ser médico quando ele estava disposto a abandonar o seu dever de preservar seu próprio segredo.

- Alana de la Garza como a detetive Jo Martinez, que é ao mesmo tempo intrigada com o conhecimento médico detalhado de Henry ao examinar um cadáver. Originária de um fundo áspero com um pai fora da lei, ela também é uma viúva recente; o marido era um advogado que morreu de um ataque cardíaco inesperado enquanto corria em uma esteira em uma visita a Washington um ano antes de conhecer Henry.

- Lorraine Toussaint como a tenente Joanna Reece, chefe de Martinez e Hanson, na 11ª DP.

- Donnie Keshawarz como o detetive Mike Hanson, parceiro de Martinez.

- Joel David Moore como Lucas Wahl, assistente de Henry. Sempre expressa a incerteza sobre o quão pouco ele sabe sobre seu superior e curiosidade sobre sua fantástica memória para suas atividades diárias.

- Judd Hirsch como Abe, principal confidente de Henry e filho adotivo (Embora ele tenha reivindicado a Jo que trabalhava com o pai de Henry fornecendo uma explicação adequada para relação com Henry). Abe foi resgatado de um campo de concentração alemão na Segunda Guerra Mundial, Henry e sua então esposa, Abigail, o adotaram. Atualmente, é dono de uma loja de antiguidades, onde Henry usa o porão para sua pesquisa sobre sua imortalidade. Abe lutou na Guerra do Vietnã e tem como ex-esposa Maureen Delacroix (Jane Seymour), com quem se casou duas vezes.

### Elenco Recorrente
- MacKenzie Mauzy como Abigail, esposa de Henry, após a Segunda Guerra Mundial e mãe adotiva de Abe. Abigail morreu em 1985 após desaparecer por alguns anos, Henry descobre isto somente agora e ainda não se recuperou totalmente de sua morte.

- Burn Gorman como Lewis Farber / "Adam", outro imortal de pelo menos dois mil anos, proferindo o apelido , dizendo que ele "está aqui desde o início" e não encontrou uma morte para si mesmo. Teve sua primeira aparição no episódio "Skinny Dipper".

## Recepção
Forever recebeu críticas mistas dos críticos. O site especializado  Rotten Tomatoes lhe deu uma classificação de 55%, com base em 42 avaliações, com uma classificação média de 5.8 / 10. Em um consenso o site declara : Seu protagonista, Ioan Gruffudd, é atraente, mas seu charme não pode superar a premissa enigmática não realizada da série". " Forever" tem uma pontuação de 54 em 100, com base em 24 críticas, indicando "críticas mistas ou médias."

## Episódios
| No. | Titulo                                    | Diretor           | Roteirista                     | Exibição Original (EUA) | Código de Produção | Audiência EUA (milhões) |
| --- | ----------------------------------------- | ----------------- | ------------------------------ | ----------------------- | ------------------ | ----------------------- |
| 1   | "Pilot"                                   | Brad Anderson     | Matt Miller                    | 22 de setembro de 2014  | 276077             | 8.26                    |
| 2   | "Look Before You Leap"                    | Sam Hill          | Matt Miller                    | 23 de setembro de 2014  | 4X6002             | 6.62                    |
| 3   | "Fountain of Youth"                       | David Warren      | Janet Lin                      | 30 de setembro de 2014  | 4X6005             | 5.69                    |
| 4   | "The Art of Murder"                       | Jace Alexander    | Chris Fedak                    | 7 de outubro de 2014    | 4X6004             | 5.17                    |
| 5   | "The Pugilist Break"                      | John T. Kretchmer | Phil Klemmer                   | 14 de outubro de 2014   | 4X6003             | 4.81                    |
| 6   | "The Frustrating Thing About Psychopaths" | Zetna Fuentes     | Sarah Nicole Jones             | 21 de outubro de 2014   | 4X6006             | 4.95                    |
| 7   | "New York Kids"                           | Steve Shill       | Zev Borow                      | 28 de outubro de 2014   | 4X6007             | 4.95                    |
| 8   | "The Ecstasy of Agony"                    | Brad Anderson     | Allen MacDonald                | 11 de novembro de 2014  | 4X6009             | 4.23                    |
| 9   | "6 A.M."                                  | Peter Lauer       | Dean Carpentier & Matt Kester  | 18 de novembro de 2014  | 4X6008             | 4.43                    |
| 10  | "The Man in the Killer Suit"              | Jace Alexander    | Cameron Litvack                | 2 de dezembro de 2014   | 4X6010             | 5.17                    |
| 11  | "Skinny Dipper"                           | Steve Boyum       | Chris Fedak & Phil Klemmer     | 9 de dezembro de 2014   | 4X6011             | 5.20                    |
| 12  | "The Wolves of Deep Brooklyn"             | Rob Bailey        | Zev Borow                      | 6 de janeiro de 2015    | 4X6012             | 4.93                    |
| 13  | "Diamonds Are Forever"                    | John T. Kretchmer | Janet Lin                      | 13 de janeiro de 2015   | 4X6013             | 4.75                    |
| 14  | "Hitler on the Half Shell"                | David Warren      | Sarah Nicole Jones             | 3 de fevereiro de 2015  | 4X6014             | 4.39                    |
| 15  | "The King of Columbus Circle"             | Matt Barber       | Phil Klemmer                   | 10 de fevereiro de 2015 | 4X6015             | 4.62                    |
| 16  | "Memories of Murder"                      | Zetna Fuentes     | Anderson Mackenzie             | 24 de fevereiro de 2015 | 4X6016             | 4.66                    |
| 17  | "Social Engineering"                      | Antonio Negret    | John Enbom                     | 3 de março de 2015      | 4X6017             | 4.40                    |
| 18  | "Dead Men Tell Long Tales"                | Antonio Negret    | John Enbom                     | 24 de março de 2015     | 4X6018             | 4.42                    |
| 19  | "Punk is Dead"                            | John F. Showalter | Ildy Modrovich                 | 31 de março de 2015     | 4X6019             | 4.66                    |
| 20  | "Best Foot Forward"                       | John Kretchmer    | Sarah Nicole Jones & Zev Borow | 7 de abril de 2015      | 4X6020             | 4.06                    |
| 21  | "The Night in Question"                   | Michael Fields    | Phil Klemmer                   | 21 de abril de 2015     | 4X6021             | 4.04                    |
| 22  | "The Last Death of Henry Morgan"          | Brad Anderson     | Matt Miller & Chris Fedak      | 5 de maio de 2015       | N/A                | ASA                     |

### Audiência
| No. | Titulo                                    | Exibição                | Estimativa / share (18–49) | Espectadores (milhões) | DVR (18–49) | Espectadores de DVR (milhões) | Total (18–49) | Audiência Total (milhões) |
| --- | ----------------------------------------- | ----------------------- | -------------------------- | ---------------------- | ----------- | ----------------------------- | ------------- | ------------------------- |
| 1   | "Pilot"                                   | 22 de setembro de 2014  | 1.5/4                      | 8.26                   | 0.9         | 3.58                          | 2.4           | 11.84                     |
| 2   | "Look Before You Leap"                    | 23 de setembro de 2014  | 1.7/5                      | 6.62                   | 0.9         | 3.44                          | 2.6           | 10.06                     |
| 3   | "Fountain of Youth"                       | 30 de setembro de 2014  | 1.4/5                      | 5.69                   | 1.0         | —                             | 2.4           | —                         |
| 4   | "The Art of Murder"                       | 7 de outubro de 2014    | 1.2/4                      | 5.17                   | 0.7         | 2.93                          | 1.9           | 8.10                      |
| 5   | "The Pugilist Break"                      | 14 de outubro de 2014   | 1.1/3                      | 4.81                   | 0.9         | 3.27                          | 2.0           | 8.08                      |
| 6   | "The Frustrating Thing About Psychopaths" | 21 de outubro de 2014   | 1.2/4                      | 4.95                   | 0.9         | 3.42                          | 2.1           | 8.37                      |
| 7   | "New York Kids"                           | 28 de outubro de 2014   | 1.1/3                      | 4.95                   | 0.9         | 3.14                          | 2.0           | 8.09                      |
| 8   | "The Ecstasy of Agony"                    | 11 de novembro de 2014  | 1.0/3                      | 4.23                   | 1.0         | 3.52                          | 2.0           | 7.75                      |
| 9   | "6 A.M."                                  | 18 de novembro de 2014  | 1.0/3                      | 4.43                   | 1.0         | 3.25                          | 2.0           | 7.68                      |
| 10  | "The Man in the Killer Suit"              | 2 de dezembro de 2014   | 1.2/4                      | 5.17                   | 1.1         | 3.50                          | 2.3           | 8.67                      |
| 11  | "Skinny Dipper"                           | 9 de dezembro de 2014   | 1.1/3                      | 5.20                   | 0.8         | 3.04                          | 1.9           | 8.24                      |
| 12  | "The Wolves of Deep Brooklyn"             | 6 de janeiro de 2015    | 1.1/4                      | 4.93                   | —           | —                             | —             | —                         |
| 13  | "Diamonds Are Forever"                    | 13 de janeiro de 2015   | 1.0/3                      | 4.75                   | —           | —                             | —             | —                         |
| 14  | "Hitler on the Half Shell"                | 3 de fevereiro de 2015  | —                          | —                      | —           | —                             | —             | —                         |
| 15  | "The King of Columbus Circle"             | 10 de fevereiro de 2015 | —                          | —                      | —           | —                             | —             | —                         |
| 16  | "Memories of Murder"                      | 24 de fevereiro de 2015 | —                          | —                      | —           | —                             | —             | —                         |
| 17  | "Social Engineering"                      | 3 de março de 2015      | —                          | —                      | —           | —                             | —             | —                         |
| 18  | "Dead Men Tell Long Tales"                | 24 de março de 2015     | —                          | —                      | —           | —                             | —             | —                         |
| 19  | "Punk Is Dead"                            | 31 de março de 2015     | —                          | —                      | —           | —                             | —             | —                         |
| 20  | "Best Foot Forward"                       | 7 de abril de 2015      | —                          | —                      | —           | —                             | —             | —                         |